# Arbeitsgericht Bautzen

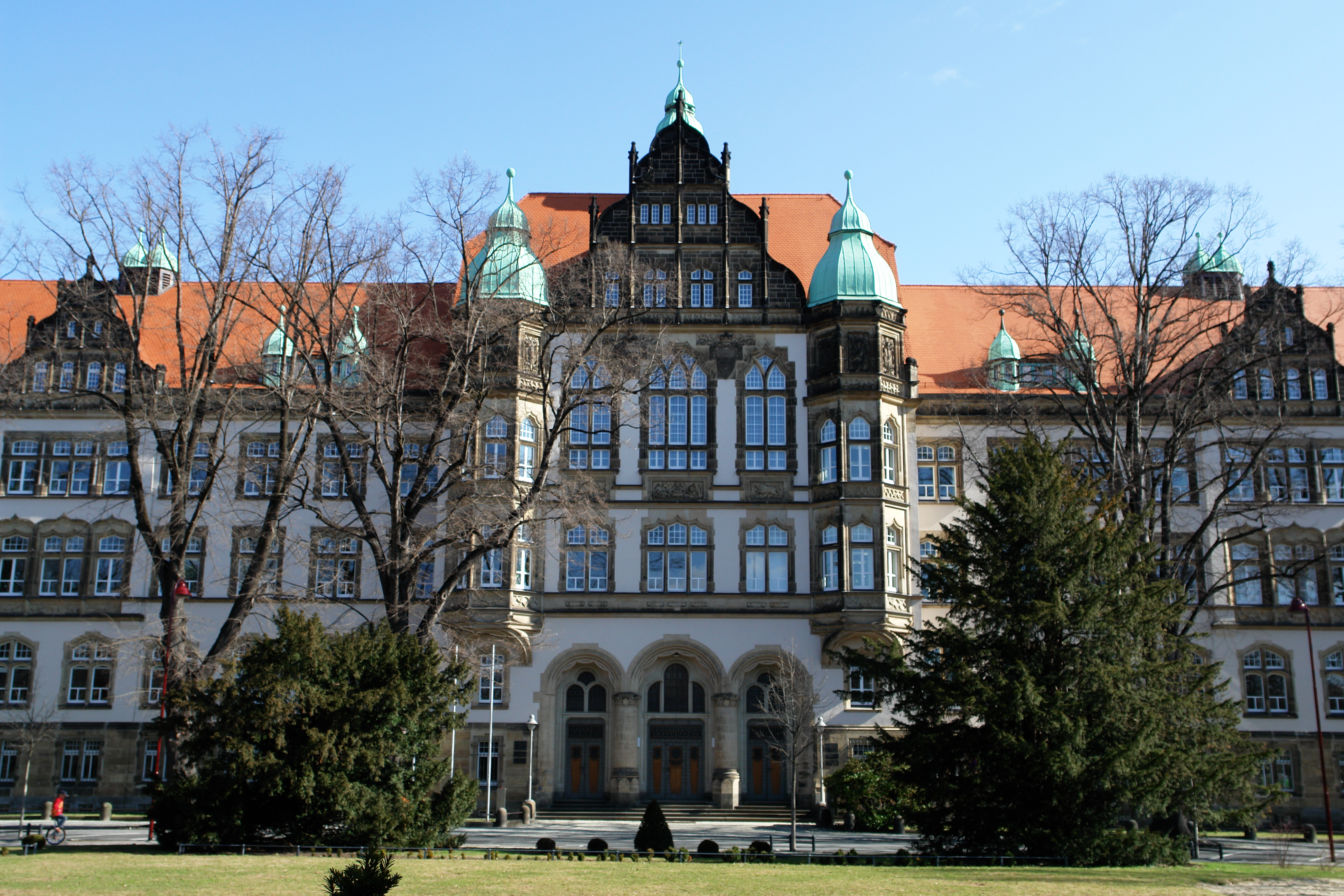
Sitz des Arbeitsgerichts im Gerichtsgebäude an der Lessingstraße

Das Arbeitsgericht Bautzen, ein Gericht der Arbeitsgerichtsbarkeit, ist eines der fünf sächsischen Arbeitsgerichte.

## Gerichtssitz und -bezirk
Das Gericht hat seinen Sitz in Bautzen in der Lessingstraße 7. Es unterhält Außenkammern in Görlitz.
Das Arbeitsgericht Bautzen ist örtlich für Rechtsstreitigkeiten aus dem Landkreis Görlitz und dem Landkreis Bautzen zuständig.
Die sachliche Zuständigkeit ergibt sich aus dem Arbeitsgerichtsgesetz.

## Übergeordnete Gerichte
Dem Arbeitsgericht Bautzen sind das Sächsische Landesarbeitsgericht und im weiteren Rechtszug das Bundesarbeitsgericht übergeordnet.

## Geschichte
In der DDR bestanden keine gesonderten Arbeitsgerichte. Arbeitsrechtliche Verfahren wurden von den Konfliktkommissionen und den Kreis- und Bezirksgerichten verhandelt. Nach der Wende wurde das Land Sachsen wieder eingerichtet. Der sächsische Landtag beschloss am 12. Juni 1992 mit dem Sächsischen Gerichtsorganisationsgesetz die Aufhebung der Kreis- und Bezirksgerichte und die Einrichtung der Arbeitsgerichte, darunter des Arbeitsgerichtes Bautzen. Das Arbeitsgericht Bautzen war für die damaligen Kreise Bautzen, Bischofswerda, Hoyerswerda, Kamenz, Löbau, Görlitz, Niesky, Weißwasser und Zittau sowie für die Kreisfreie Stadt Görlitz zuständig. In Görlitz wurden Außenkammern des Arbeitsgerichts Bautzen errichtet. Diese waren für die Landkreise Görlitz, Niesky, Weißwasser und Zittau sowie für die Kreisfreie Stadt Görlitz zuständig.